# Trionymus aristidae
Trionymus aristidae är en insektsart som beskrevs av Williams 1985. Trionymus aristidae ingår i släktet Trionymus och familjen ullsköldlöss. Inga underarter finns listade i Catalogue of Life.